# Leandro Otormín
Leandro Otormín, vollständiger Name Leandro Gastón Otormín Fumero, (* 30. Juli 1996 in Paso de los Toros) ist ein uruguayischer Fußballspieler.

## Karriere

### Verein
Otormín stammt aus der Stadt Paso de los Toros in Zentraluruguay. Sein Vater verstarb, als Leandro Otormín eineinhalb Jahre war. In der Folgezeit wuchs er allein mit seiner Mutter und den beiden älteren Schwestern auf. Im Nachwuchsbereich spielte er mindestens seit 2013 für den uruguayischen Erstligisten Nacional Montevideo. Der 1,76 Meter große Offensivakteur stand in der Spielzeit 2014/15 im Kader des Erstligateams, das in jener Saison Uruguayischer Meister wurde. Einsatzzeiten in Pflichtspielen der Ersten Mannschaft erhielt er jedoch nicht. Sein Debüt in der Primera División feierte er unter Trainer Gustavo Munúa am 15. August 2015 beim 4:1-Heimsieg gegen Villa Teresa, als er in der 74. Spielminute für Leandro Barcia eingewechselt wurde. Für die "Bolsos" kam er in der Apertura 2015 zu insgesamt fünf Erstligaeinsätzen (kein Tor). Zudem absolvierte er drei Partien (kein Tor) in der Copa Sudamericana 2015. Ende Januar 2016 wurde er für die anschließende Halbserie innerhalb der Stadt und der Liga an den Racing Club de Montevideo ausgeliehen. In der Clausura 2016 bestritt er acht Erstligabegegnungen (ein Tor) für den Leihklub. Im Juli 2016 folgte ein Leihgeschäft mit dem Venados FC. Für die Mexikaner lief er bislang (Stand: 4. März 2017) in fünf Ligaspielen (kein Tor) und drei Partien (kein Tor) der Copa México auf.

### Nationalmannschaft
| U-20-Länderspiele und Tore |      |            |            |          |                                              |   |                                    |        |                                            |
| Nr. | Tore | Gesamttore | Datum      | Ergebnis | Gegner                                       |   | Austragungsort                     | Anlass | Bemerkungen                                |
| 1 |      | 0          | 17.04.2014 | 1:1      | Chilenische U-20-Fußballnationalmannschaft   | H | Jardines del Hipódromo, Montevideo |        | Startelf                                   |
| 2 |      | 0          | 22.05.2014 | 0:1      | Paraguayische U-20-Fußballnationalmannschaft | H | Complejo Celeste                   |        | Startelf, ausgewechselt in 59. Spielminute |
| 3 |      | 0          | 10.06.2014 | 1:1      | Paraguayische U-20-Fußballnationalmannschaft | A | Estadio Dr. Nicolás Leoz, Asunción |        | Startelf, ausgewechselt in 60. Spielminute |
| 4 |      | 0          | 12.06.2014 | 2:1      | Paraguayische U-20-Fußballnationalmannschaft | A | Estadio La Arboleda, Rubio Ñu      |        | eingewechselt in 45. Spielminute           |
| 5 |      | 0          | 04.08.2014 | 0:1      | Peruanische U-20-Fußballnationalmannschaft   | A | Estadio de Sporting Cristal, Lima  |        | Startelf                                   |
| 6 |      | 0          | 22.09.2014 | 1:2      | Peruanische U-20-Fußballnationalmannschaft   | H | Parque Saroldi, Montevideo         |        | eingewechselt in 63. Spielminute           |
| Quellen: - Spiel 1: Sub 20: Uruguay 1-1 Chile (spanisch) auf auf.org.uy, abgerufen am 20. März 2016 - Spiel 2: Uruguay 0 - 1 Paraguay (sub-20) (spanisch) auf auf.org.uy, abgerufen am 20. März 2016 - Spiel 3: La sub-20 empató 1-1 ante Paraguay (spanisch) auf auf.org.uy, abgerufen am 20. März 2016 - Spiel 4: La sub-20 le ganó a Paraguay (spanisch) auf auf.org.uy, abgerufen am 20. März 2016 - Spiel 5: Amistoso: Uruguay 0-1 Perú (sub20) (spanisch) auf auf.org.uy, abgerufen am 20. März 2016 - Spiel 6: Uruguay 1 - 2 Perú (sub-20) (spanisch) auf auf.org.uy, abgerufen am 20. März 2016 |      |            |            |          |                                              |   |                                    |        |                                            |

Otormín war Mitglied der U-15 Uruguays. Er debütierte am 24. August 2013 bei der 2:4-Niederlage im Freundschaftsländerspiel gegen Mexiko unter Trainer Fabián Coito in der uruguayischen U-17-Auswahl. Er nahm mit der Auswahl an der U-17-Weltmeisterschaft 2013 in den Vereinigten Arabischen Emiraten teil. Im Turnierverlauf erzielte er bei fünf Einsätzen insgesamt vier Treffer. Zuvor hatte Otormín bereits fünf Länderspiele absolviert und dabei drei Tore geschossen. Im März 2014 nahm er am von Coito geleiteten Lehrgang der uruguayischen U-20-Nationalmannschaft teil. Dort wurde er erstmals spätestens am 17. April 2014 beim 1:1-Unentschieden gegen Chile als Mitglied der Startelf eingesetzt.
In einer vom Trainerstab um Fabián Coito getroffenen Vorauswahl für die eventuell für den uruguayischen U-22-Kader bei den Panamerikanischen Spielen 2015 in Toronto zu nominierenden Spielern fand er Berücksichtigung. Im am 19. Mai 2015 bekanntgegebenen vorläufigen Kader fehlt er dann aber.